# Boirina àrtica

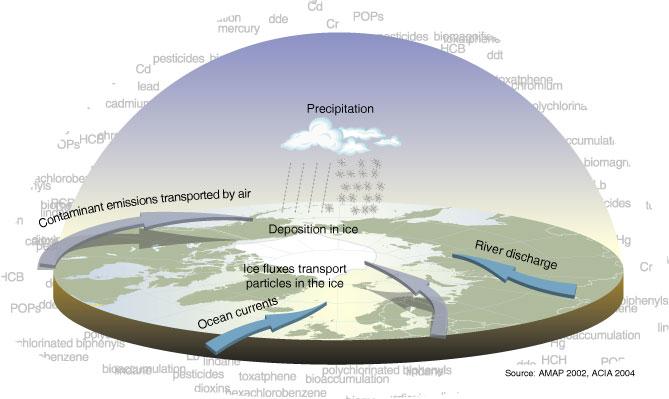
Vies de la contaminació a l'Àrtic

La boirina àrtica és el fenomen de la boirina visible de color vermell marronós que es presenta en latituds altes i que està motivada per la contaminació de l'aire. A l'Àrtida, durant la primavera, hi ha poca pluja, neu o turbulència que desplaci els contaminants de les masses d'aire i per això aquesta boirina pot durar més d'un mes.

## Història
La borina àrtica es presentà ja l'any 1750 a línici de la Revolució industrial. Els inuits li varen donar el nom de "Poo-jok". Anys després l'explorador Fridtjof Nansen també en va donar notícia. En anglès el terme per referir-se a la boirina àrtica (Arctic haze) va ser encunyat el 1956 per Murray Mitchell, un oficial de l'exèrcit aeri destinat a Alaska per descriure una reducció anormal de la viisibilitat en els reconeixements aeris quan encara no se sabia si la boirina era natural o per la contaminació.

## Característiques
És una boirina estacional amb el màxim a finals d'hivern i primavera. Els contaminants s'origines per la crema del carbó de les latituds mitjanes i del nord, especialment d'Àsia. Els aerosols contenen un 90% de sofre i la resta és carboni que li dona color vermellós. Aquesta contaminació ajuda a escalfar encara més l'Àrtic en el canvi climàtic.